# 어 프레이어 비포 던
어 프레이어 비포 던(A Prayer Before Dawn)은 미국에서 제작된 장 스테파네 소바르 감독의 2017년 액션, 범죄, 드라마 영화이다. 조 콜 등이 주연으로 출연하였다.

## 출연

### 주연
- 조 콜

### 조연
- 비데야 판스링감

## 제작진
- 협력프로듀서: 장 스테파네 소바르
- 배역: 장 스테파네 소바르